# Geração Beta
A Geração Beta é a geração de pessoas nascidas após a Geração Alfa. Embora ainda não exista uma definição cronológica oficial para essa geração, estima-se que se trata da geração de pessoas nascidas aproximadamente a partir de meados da década de 2020. Artigos na mídia têm sugerido esse nome para marcar o início de um novo ciclo geracional em um mundo cada vez mais tecnológico.
Espera-se que essa geração cresça em um contexto de integração ainda mais profunda da tecnologia no cotidiano, com avanços significativos em áreas como inteligência artificial, automação, realidade aumentada e virtual, além de transformações nos modelos de educação, trabalho e comunicação. A infância e adolescência dessas pessoas provavelmente será moldada por sistemas inteligentes e experiências digitais imersivas
A maior parte das crianças da Geração Beta deverá ser filha de adultos pertencentes às gerações Millennial (nascidos entre 1981 e 1996) e, sobretudo, da Geração Z (nascidos entre 1997 e 2012), considerando a evolução natural das faixas etárias e dos ciclos familiares.